# بنفشه باتلاقی آلپی
 بنفشه باتلاقی آلپی(نام علمی: Viola palustris) نام یک گونه از سرده بنفشه است.